# Superliga
Superliga (angleško: European Super League Company), imenovana tudi Evropska superliga, je načrtovano letno klubsko nogometno tekmovanje, na katerem bi tekmovala ekskluzivna skupina dvajsetih evropskih nogometnih klubov. Kot ločeno tekmovanje naj bi konkurirala UEFA ligi prvakov in evropskim premiernim klubskim nogometnim turnirjem, ki jih organizira UEFA .
Po špekulacijah o ustanovitvi nove lige je dvanajst (skupaj s še tremi povabljenimi) nogometnih klubov to storilo aprila 2021. Ti so tako postali stalni udeleženci lige. Še dodatnih pet ekip se bo uvrstilo v ligo glede na njihovo mesto v zadnji sezoni. Po navedbah vodstva lige naj bi se tekme pričele "takoj, ko bo možno", pogovori naj bi se začeli avgusta 2021.
Prvi predsednik lige je Florentino Perez, predsednik kluba Real Madrid Club de Fútbol.

## Zgodovina
Predlogi za ustanovitev evropske Superlige segajo vsaj v leto 1998, ko je italijanska korporacija Media Partners predstavila idejo, ki pa ni uspela z UEFA širitvijo lige prvakov. V naslednjih dveh desetletjih so bili predloženi različni predlogi z malo uspeha.

## Ustanovitev
Liga je bila ustanovljena 18. aprila 2021 s sporočilom javnosti vseh dvanajstih ustanovnih nogometnih klubov. Ta je bila ustanovljena na predvečer seje izvršnega odbora UEFE, ki je zaradi pritiska elitnih klubov nameraval razširiti Ligo prvakov v sezoni 2024-25 in povečal število tekem ter donosnost udeležbe v ligi.
V sporočilu javnosti je bilo sporočeno, da "zagotovi kakovostnejše tekme in dodatna finančna sredstva za celotno nogometno piramido", hkrati pa "zagotoviti [znatno] večjo gospodarsko rast in podporo evropskemu nogometu z dolgoročnimi solidarnostnimi plačili, ki bodo rasli skladno s prihodki." Predsednik Florentino Perez je dejal, da bo udeležba v Superligi klubom pomagala pri okrevanju po pandemiji COVID-19. Ta naj bi sčasoma imela sistem napredovanja in izpadanja, hkrati pa naj bi imela boljši VAR in sodniški sistem.
Poleg moškega nogometnega tekmovanja vodstvo lige načrtuje tudi uvedbo ženskega tekmovanja.

### Vodstvo Superlige
Našteti ljudje so bili razglašeni za vodstvo lige ob njeni ustanovitvi.
| Pozicija      | Ime              | Državljanstvo | Pozicije v klubih              |
| ------------- | ---------------- | ------------- | ------------------------------ |
| Predsednik    | Florentino Perez | Španija       | predsednik Real Madrida        |
| Podpredsednik | Andrea Agnelli   | Italija       | predsednik Juventusa           |
| Podpredsednik | Joel Glazer      | ZDA           | sopredsednik Manchester United |
| Podpredsednik | John W. Henry    | ZDA           | lastnik Liverpoola             |
| Podpredsednik | Stan Kroenke     | ZDA           | lastnik Arsenala               |

## Ustanovni klubi
Ob ustanovitvi lige je bilo dvanajst klubov razglašenih za ustanovne klube, še 3 naj bi se jim pridružili ob začetku sezone. Med ustanovne člane spadajo klubi "velike šesterice" Anglije ter tudi trije španski in trije italijanski klubi. Vsi ti bodo v ligi stalno prisotni. Izmed ustanovnih članov je 10 ustanoviteljev spadalo med 14 najboljših na lestvici klubskih koeficientov UEFA. Uvrstitve v deseterico nista dosegla Inter Milan (26.) in Milan (53.).
- Arsenal
- Chelsea
- Liverpool
- Manchester City
- Manchester United
- Tottenham Hotspur
- Inter Milan
- Juventus
- Milan
- Atlético Madrid
- Barcelona
- Real Madrid

### Možni člani
Francoski Paris Saint-Germain, nemška Bayern München in Borussia Dortmund ter portugalski Porto so vsi zavrnili sodelovanje v ligi. Predsednik Superlige je ob tem dejal, da PSG in nemški klubi niso bili povabljeni kot ustanovni klubi.

## Format tekmovanja
V tekmovanju bo sodelovalo dvajset ekip, od tega 15 ustanovnih in 5 najboljših iz prejšnje sezone, ki jih bo določil kvalifikacijski mehanizem. S pričetkom avgusta se bodo nastopajoči razdelili v dve ekipi, vsaka ekipa bo odigrala 18 tekem. Enkrat bodo igrali doma, naslednjič pa v gosteh. Tekme se bodo odvijale med sredinami tedna, da se klubom omogoči igranje nogometa tudi v njihovih primarnih ligah. Najboljša 3 moštva iz vsake ekipe bodo uvrščena v četrtfinale, v končnicah pa bo potekala odločitev še o zadnjih dveh četrtfinalistih. Preostanek tekmovanja naj bi zasedel zadnje 4 tedne sezone, finale naj bi bil maja na nevtralnem prizorišču. Skupno je v sezoni planiranih 197 tekmovanj (180 v rednem delu, 17 v nokavt fazi).

## Nagrade in dobitki
Organizatorji so navedli, da bodo solidarnostni dodatki višji od izplačil v obstoječih evropskih tekmovanjih. Ta naj bi bila že v začetku višja od 10 miljard EUR, prav tako pa bodo ustanovni člani prejeli še 3,5 milijarde EUR za izvedbo infrastrukturnih planov in premostitve finančnih izgub ob pandemiji COVID-19. Glavni vlagatelj Superlige je bil v začetku ameriški bančni velikan, JPMorgan Chase, ki naj bi v tekmovanje vložil kar 5 milijard evrov. Ta je po »napačni presoji« odstopil od financiranja lige.

## Protesti
19. aprila se je navkljub ukrepom proti COVID-19 pred predvideno tekmo med Leeds Unitedom in Liverpoolom zbralo približno 700 protestnikov, ki so protestirali proti Superligi. Poleg tega je bil na igrišču izobešen napis "Zaslužite si ga na igrišču, nogomet je za navijače." Navijači Barcelone pa so na Camp Nou izobesili transparent z napisom "Barcelona je naše življenje, ne vaša igrača. Ne igranju v Super ligi." 20. aprila se je pred tekmo Chelseaja proti Brighton& Hove Albinou pojavilo nekaj tisoč navijačev, ki so protestirali proti udeležitvi Chelseaja v Superligi. Med potekom so ti prejeli sporočilo, da se Chelsea umika iz tekmovanja. Navijači Arsenala pa so zahtevali odhod lastnika kluba, Stana Kroenkerja.
Football Supporters Europe (FSE), ki zastopa nogometne avijače v 45 državah članicah UEFE je podal izjavo o nasprotvanju ustanovitve Superlige. Hitra anketa, ki jo je izvedel YouGov je pokazala, da 79% britanskih navijačev nasprotuje Superligi, medtem ko Superligo podpira le 14%. Neodobravanje je pokazalo tudi 76% navijačev angleških ustanovnih ekip Superlige. Skupine navijačev so tudi objavile načrte, kaj se bo zgodilo z udeleženci v ligi.

## Pravne težave lige
19. aprila je predsednik UEFE, Aleksander Čeferin izjavil, da bo UEFA s prihodnjim dnem začela s pravnimi ukrepi proti udeležencem lige, hkrati pa bi čim prej izključila klube. Hkrati je Superliga obvestila UEFO in FIFO o pričetku sodnega postopka zaradi oviranja konkurence. Jesper Møller, predsednik danske nogometne zveze in član izvršnega odbora UEFE je pričakoval, da bodo Chelsea, Manchester City in Real Madrid izključeni iz Lige prvakov za sezono 2020-21 do 23. aprila. Prav tako bi po njegovo UEFA morala kaznovati Manchester Utd. in Arsenal z izključitvijo iz polfinala UEFA lige Europa 2020-2021. Predsednik Superlige je odvrnil, da jih pri tem varuje zakon. UEFA se je kasneje tega dne odločila, da klubov ne bo kaznovala, tekme pa se bodo odvijale kot načrtovano.
Superliga je sprožila tudi razprave o kršitvah protimonopolne zakonodaje, saj s takimi poslovnimi praksami ustvarja zaprto poslovno okolje. Evropska komisija je napovedala, da Superlige ne bo preiskovala. Nekateri menijo, da bi bila preiskava Evropske Komisije upravičena, vendar bi si lahko ostali udeleženi v primeru propada primera proti Superligi to razlagi kot popuščanje Superligi in Komisija bi se spopadla z nasprotovanjem.
Športni odvetnik Daniel Geey domneva, da so UEFA in Superliga in tudi FIFA udeležene v pogajalsko igro z visokimi vložki ter začetki lige sprva niso bili gotovi. Poznavalci trdijo, da bodo tukaj glavni argumenti konkurenčno pravo. UEFA bi trdila, da je Superliga zaprta liga, kjer klubi zlorabljalo svojo moč, medtem ko bi Superliga trdila, da so tekmovalni pogoji protikonkurenčni. Po njegovem mnenju ima Superliga teoretično pravno premoč, vendar bi se ob spremembi razlage Evropskega prava pravna premoč nagnila na stran UEFE.
Špansko trgovinsko sodišče je 20. aprila izjavilo, da UEFA, FIFA in katerokoli drugo nogometno telo ne more blokirati začetka Superlige, dokler sodišče v celoti ne preuči primera.